# Nécropole du Poggino
La nécropole de Poggino est un ensemble de tombes étrusques située près de Fonterutoli (it), une frazione de la commune de Castellina in Chianti, dans la province de Sienne, en Toscane,.
La nécropole est située sur une colline qui servait de nécropole par une communauté étrusque qui habitait la région de la fin du VIIe au Ve siècle av. J.-C..
Cinq tombes ont été identifiées dans cette nécropole : quatre avec chambre et une avec caisson. Les tombes ont été visitées par les tombaroli (pilleurs de tombes) dans le passé. Les quatre tombes visibles aujourd'hui ont une structure monumentale et sont reliées entre elles par un chemin qui serpente à travers les bois.

## Les tombes

### Tombeno1
La tombe est encore équipée d'un dromos d'accès en dos-d'âne avec de seuils d’origine toujours en place.
La porte, manquante, devait être fermée par une dalle de pierre. Ces tombes pourraient être utilisées plusieurs fois et on peut donc imaginer un système d'ouverture par charnières. Les pièces qui composaient cette tombe étaient au nombre de trois : les deux situées à droite et à gauche de la porte d'entrée étaient très endommagées au moment de la découverte, probablement en raison des violations répétées que la tombe a subies dans le passé.
La salle centrale peut encore être admirée dans sa taille originale. Au centre de cette salle, on peut voir, remis à sa place, le pilier qui soutenait le toit du tombeau, probablement constitué de dalles disposées en gradins qui étaient soutenues par le pilier lui-même. Les types de pierres utilisées pour cette tombe, ainsi que pour les autres, sont d'une part l'Alberese, un calcaire local de couleur allant du gris au jaune clair et à surface lisse, comme le travertin, probablement importé d'autres régions de la région de Sienne, d'autre part un type de roche calcaire reconnaissable à son aspect poreux et rugueux au contact.
Parmi les restes de matériaux de cette tombe, se trouvaient de deux amphores en céramique grecque antique (à figures noires) datant du milieu du VIe siècle av. J.-C. Dans l'une des amphores est représentée une scène de banquet.

### Tombeno2

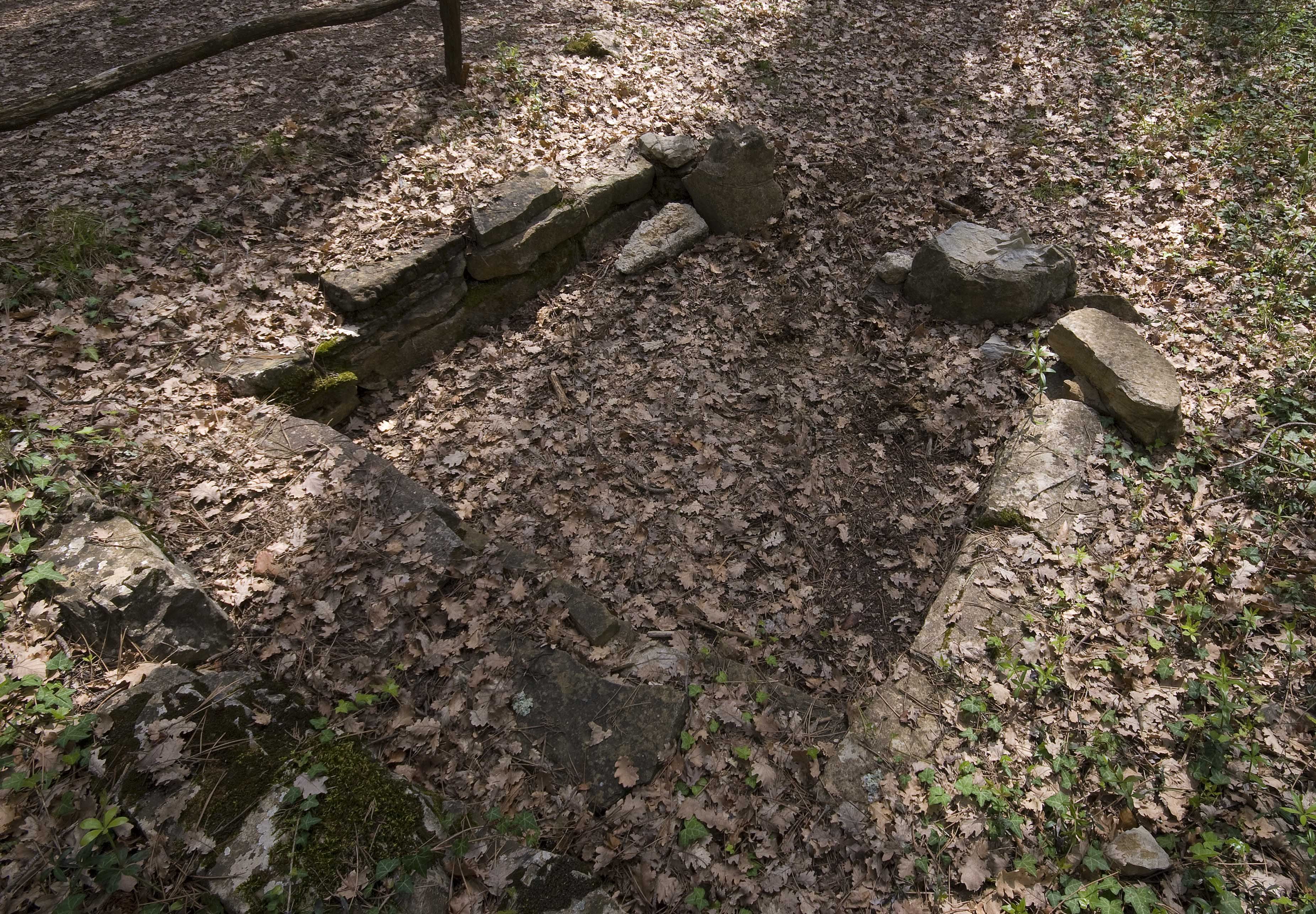
La tombe no 2.

Ce tombeau a une structure moins complexe que le précédent : le dromos est absent et le tombeau est constitué d'une seule chambre. On voit que les deux pierres qui formaient la porte sont toujours debout. Malgré sa taille plus petite par rapport à l'autre tombe, il faut se rappeler que cette tombe était recouverte d'un tumulus et que la partie interne devait avoir un aspect en gradins.

### Tombeno3

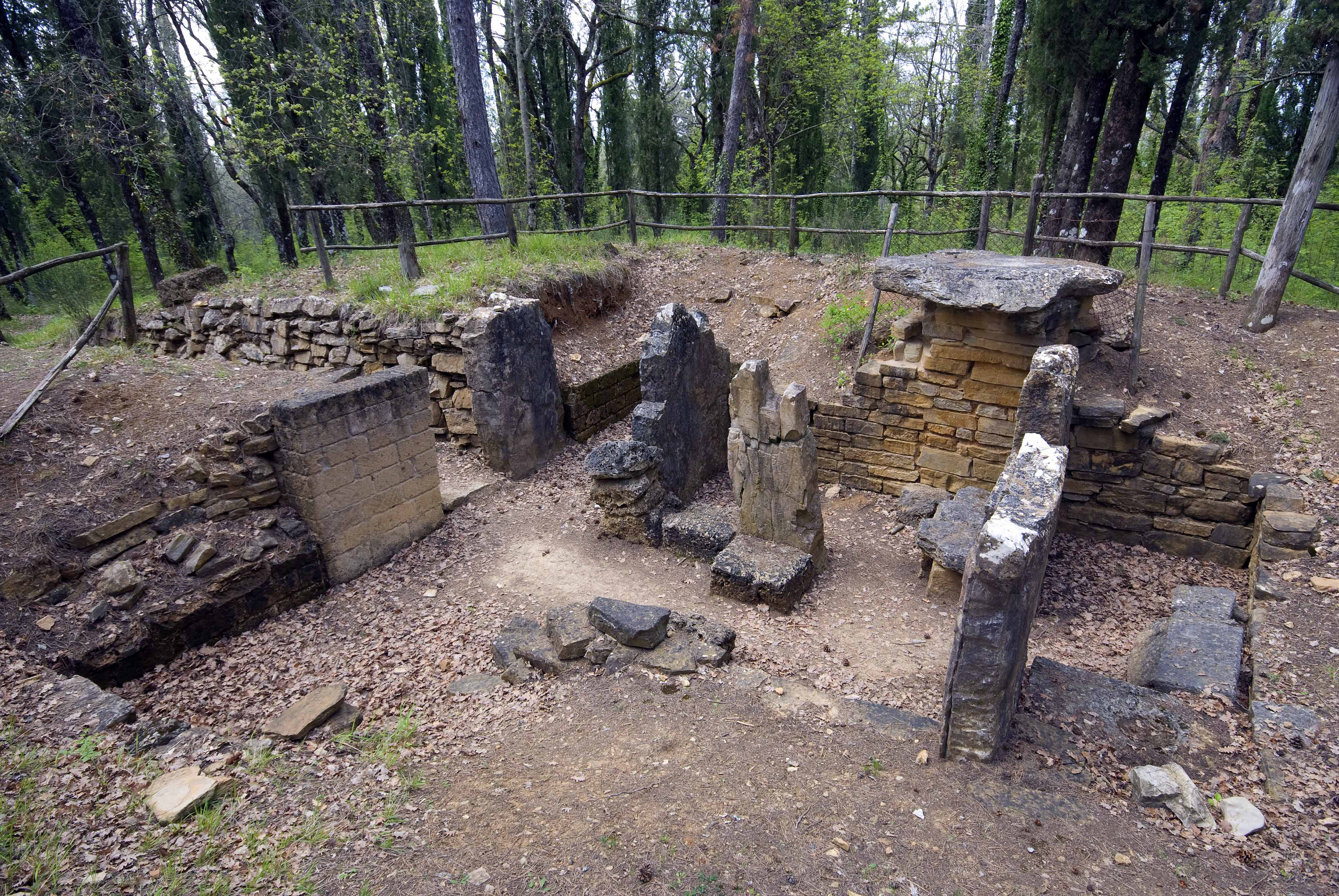
La tombe no 3.

Cette tombe est la plus grande de la nécropole et aussi la plus ancienne, en effet, elle fut la première à être construite à la fin du VIIe siècle av. J.-C.  Les dimensions de la tombe et la richesse de ce qui reste du mobilier funéraire permettent de la situer attribué à une puissante famille locale de rang princier.
L'aspect monumental du tombeau ressort clairement de la taille considérable de la partie restante du tertre. Il est composé d'un long dromos d'entrée en dos-d'âne, comme celui du premier tombeau, et d'un vestibule qui donne accès à trois cellules disposées en croix. Le seuil d'entrée est toujours debout.
L'intérieur est composé de trois pièces et d'une pièce plus petite située au fond du tombeau. Les deux pièces situées à droite et à gauche de la porte d'entrée étaient fortement endommagées au moment de leur découverte. Pour la restauration des murs, des pierres de tuf jaune ont été utilisées pour les différencier du mur d'origine.
Dans la salle principale, on peut constater l'utilisation intensive du travertin, un matériau utilisé notamment dans le pilier central qui servait d'élément porteur pour la coupole. Il est très probable que cette chambre principale ait déjà été modifiée à l'époque étrusque. En fait, il semble que la partie gauche, où se trouvait vraisemblablement le sarcophage, ait été créée plus tard dans le but d'obtenir un agrandissement de la chambre de dépôt. En passant par une porte, délimitée par une paire de grandes dalles de travertin, on entre dans la partie plus petite, sorte de cellule située au fond de la tombe, où se trouvait une autre chambre de dépôt.
Dans cette cellule, une partie du mobilier funéraire a été retrouvée, laquelle a ensuite été utilisée pour dater la tombe. Cela remonte à la fin du VIIe siècle av. J.-C. Les objets retrouvés étaient : les restes d'une urne cinéraire destinée à contenir les cendres du défunt, un fragment de fer qui servait de décoration à un cercueil de parade en bois, quelques plaques d'ivoire gravées et des fragments de vases en bronze.

### Tombeno4

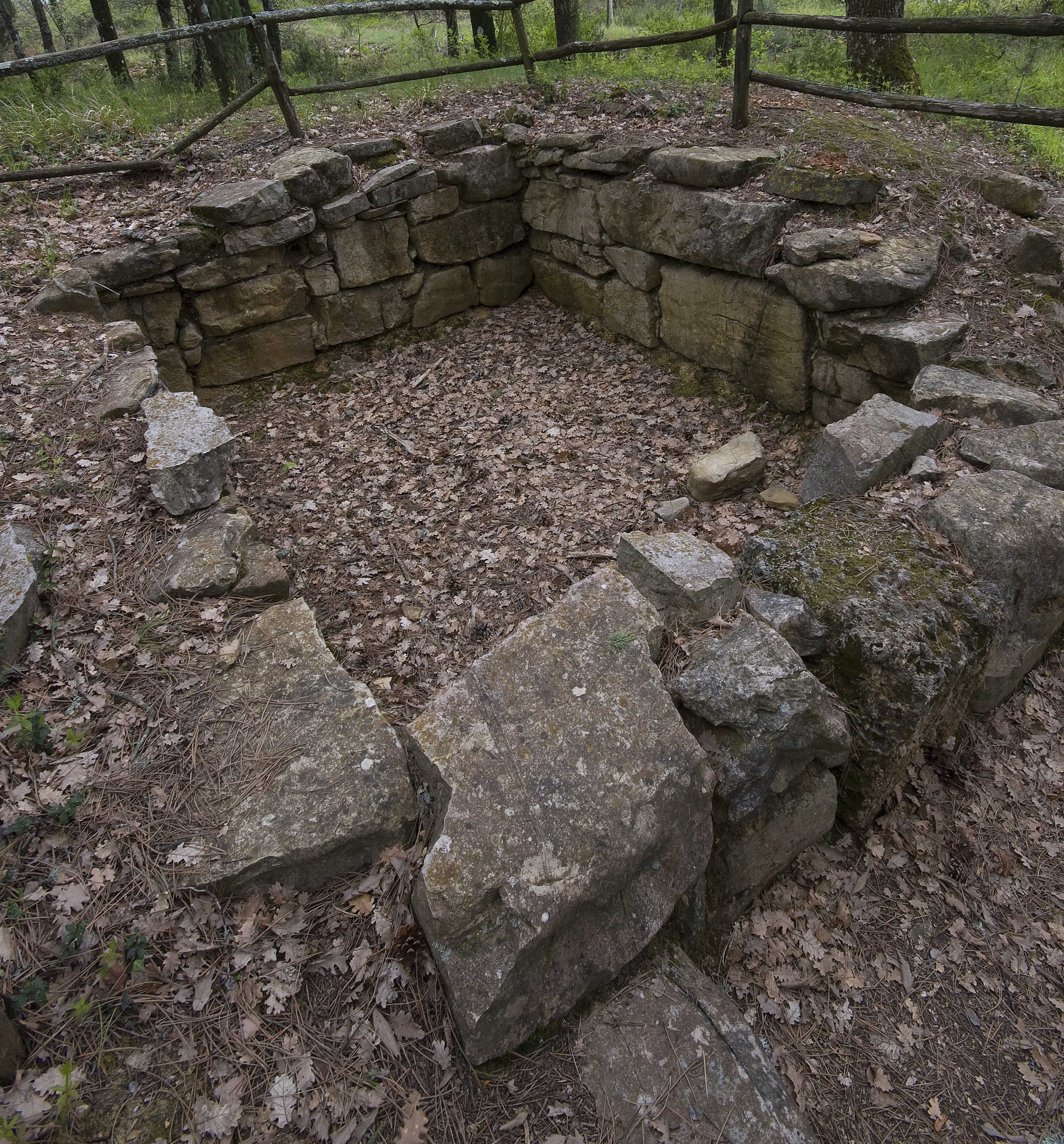
La tombe no 4.

Cette dernière tombe est la plus récente de la nécropole, comme on peut le déduire du matériel retrouvé qui permet de la dater du Ve siècle av. J.-C.
Les caractéristiques de la structure rappellent celles de la tombe no 2. Elle se caractérise par l'absence de dromos et la présence d'une seule chambre. La couverture devait également être similaire à celle du no 2. Un bloc de travertin laissé debout nous aide à imaginer la structure de la porte : le travertin était également largement utilisé dans cette tombe.

## Galerie
Des objets des fouilles sont exposés au Musée archéologique du Chianti senese

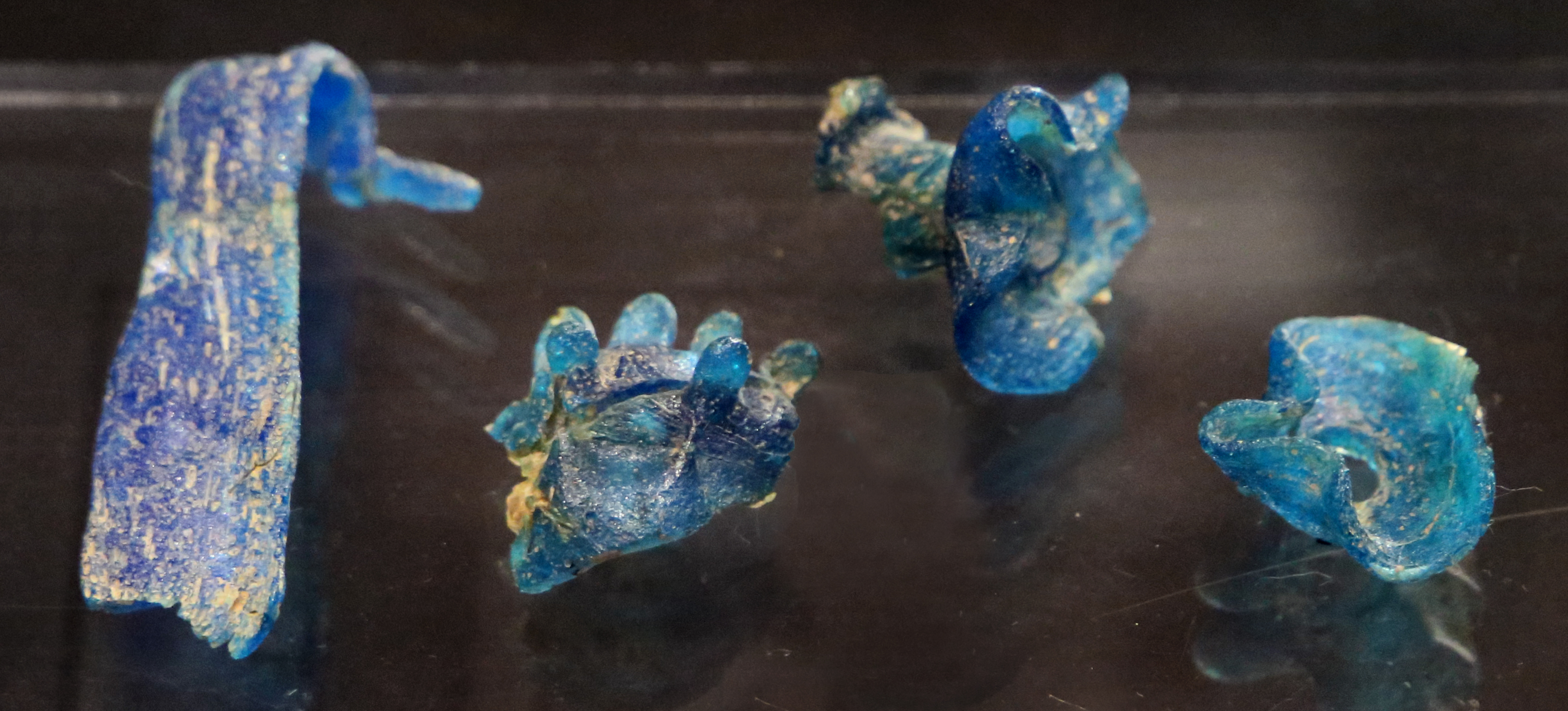
Fragments d'unguentarium en verre
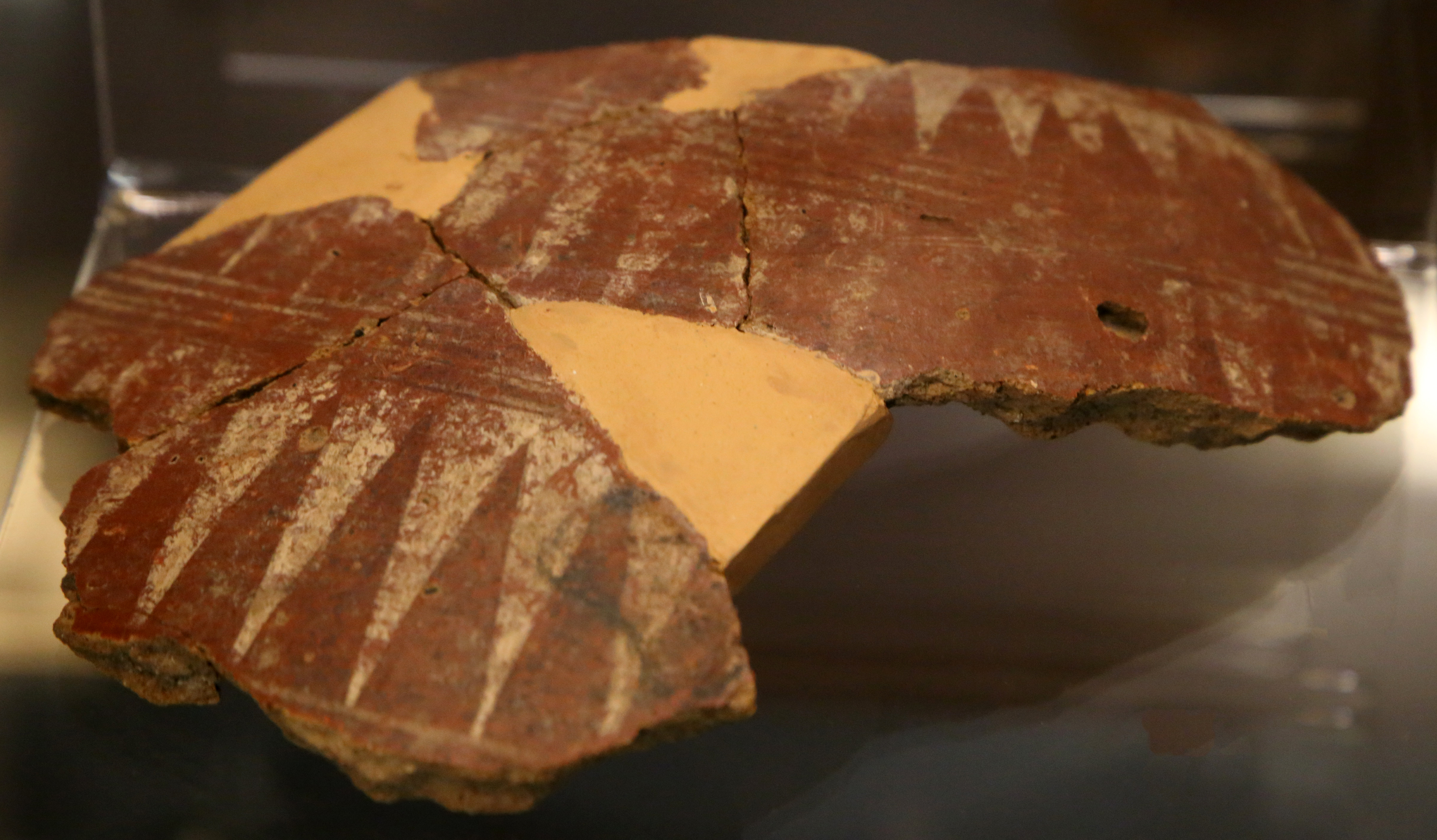
Fragments d'olla en terre cuite
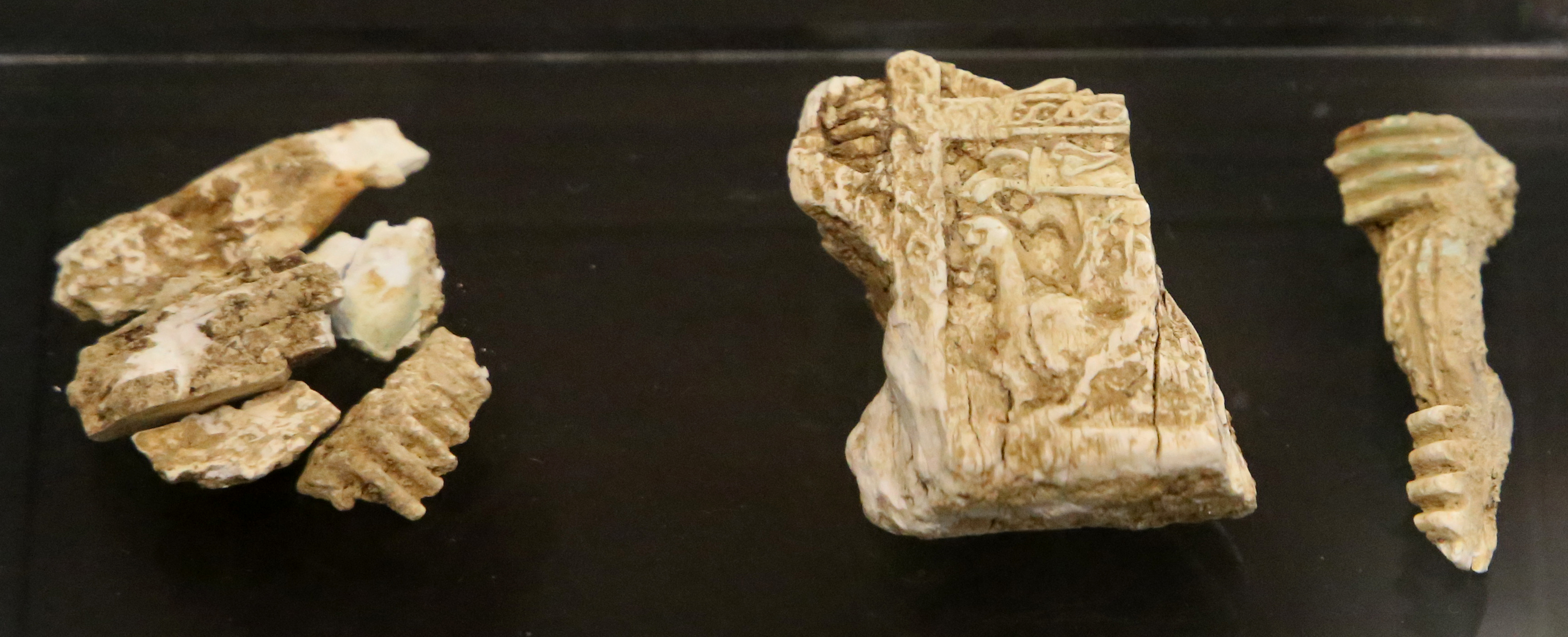
Fragments  d'un cercueil en ivoire
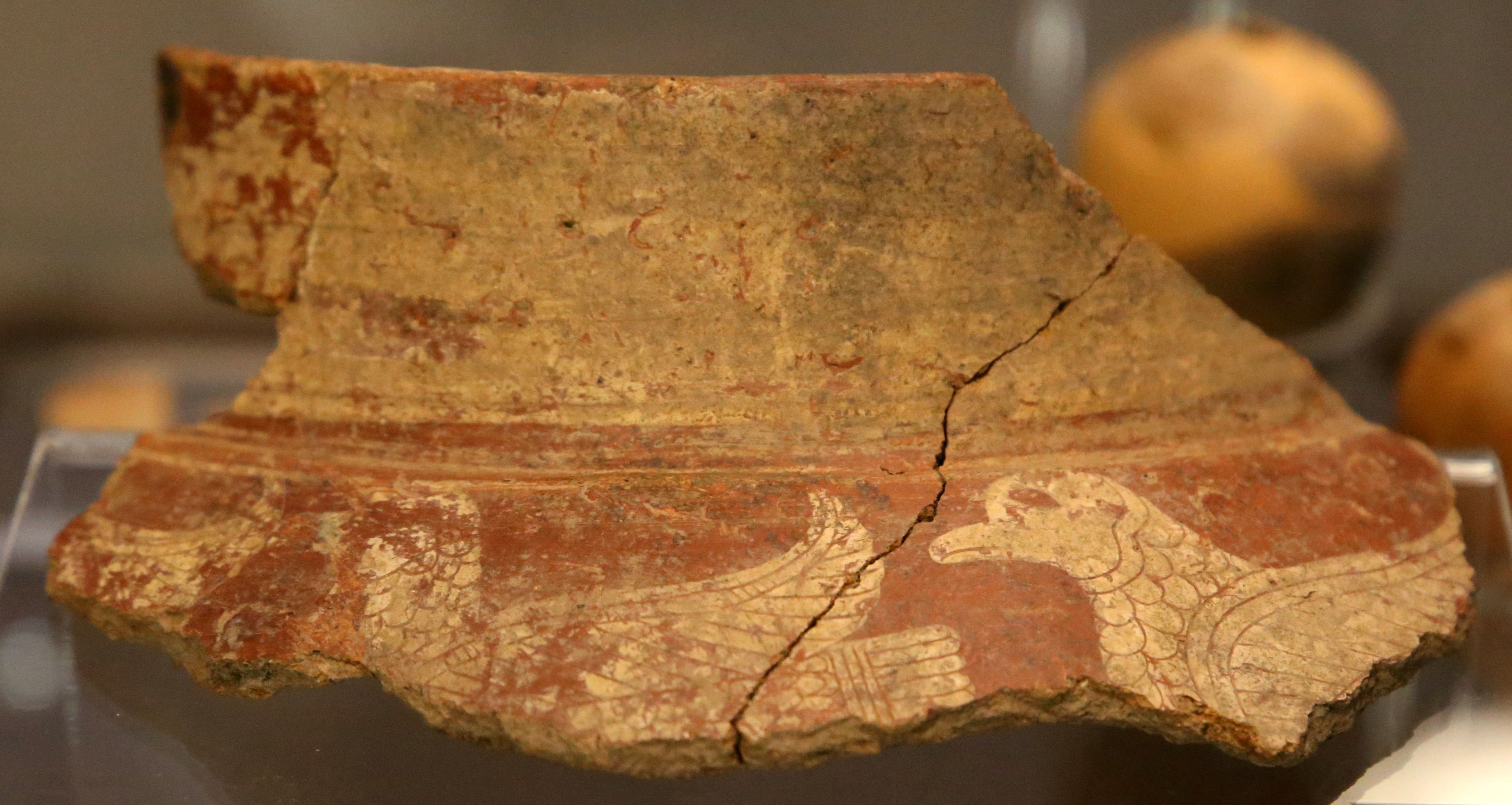
Fgrament d'une olla